# Hiệp hội bóng đá Các Tiểu vương quốc Ả Rập Thống nhất
Hiệp hội bóng đá Các Tiểu vương quốc Ả Rập Thống nhất (UAEFA) (tiếng Ả Rập: اتحاد الإمارات العربية المتحدة لكرة القدم) là tổ chức quản lý, điều hành các hoạt động bóng đá ở Các Tiểu vương quốc Ả Rập Thống nhất. UAEFA tổ chức các giải như giải vô địch quốc gia và cúp quốc gia. UAEFA là thành viên Liên đoàn bóng đá thế giới, Liên đoàn bóng đá châu Á và Liên đoàn bóng đá Tây Á.

## Ban Huấn Luyện
| Tên                             | Vị Trí                       | Nguồn       |
| ------------------------------- | ---------------------------- | ----------- |
| Sheikh Rashid Humaid Al Nuaimi  | Chủ tịch                     | [ 1 ] [ 2 ] |
| Abdullah Nasser Al Jneibi       | Phó Chủ tịch                 | [ 1 ] [ 2 ] |
| Yousif Hussain Alsahlawi Al-Ali | Phó chủ tịch thứ hai         | [ 2 ]       |
| Mohammed Hazzam Al Dhaheri      | thư ký                       | [ 1 ] [ 2 ] |
| Hesham Al Zarooni               | Treasurer                    | [ 1 ]       |
| Michel Sablon                   | Technical Director           | [ 1 ] [ 2 ] |
| Rodolfo Arruabarrena            | Team Coach (Men's)           | [ 1 ] [ 2 ] |
| Houriya Al Taheri               | Team Coach (Women's)         | [ 1 ]       |
| Salim Al Naqbi                  | Media/Communications Manager | [ 1 ]       |
| Ali Al Traifi                   | Referee Coordinator          | [ 1 ]       |